# Goldtagebau Tarkwa
Der Goldtagebau Tarkwa ist ein Goldtagebau im Südwesten Ghanas, in der Western Region vier Kilometer östlich von Tarkwa.

## Geschichte
In dem Gebiet wird seit Anfang des 19. Jahrhunderts Gold abgebaut, die alte Tarkwa-Mine wurde mit Beginn in den 1970er Jahren und zuletzt 2000 ausgebaut. Seit 1993 wird der Tagebau von Gold Fields betrieben. Iamgold kam durch die Übernahme von Repadre Capital im Jahr 2003 in den Besitz von 18,9 Prozent der Anteile am Bergwerk. 2011 verkaufte Iamgold seine Anteile an der Tarkwa-Mine an Gold Fields.

## Geologie
Die Lagerstätte gehört zur Tarkwa-Gruppe im südlichen Teil des paläoproterozoischen Ashanti-Gürtels, der von Metavulkaniten und Metasedimenten aufgebaut ist. Die höffigen Gesteinseinheiten bestehen aus Quarziten, die in einer sequenzierten Abfolge von Quarzkonglomeraten durchzogen sind. Die Goldmineralisation, die teilweise als Elektron und zusammen mit Kupfer vorkommt, ist an die Konglomeratlagen („Reef“) gebunden, ähnlich den Lagerstätten am Witwatersrand. Der Silbergehalt variiert zwischen drei und sieben Prozent.

## Weblinks

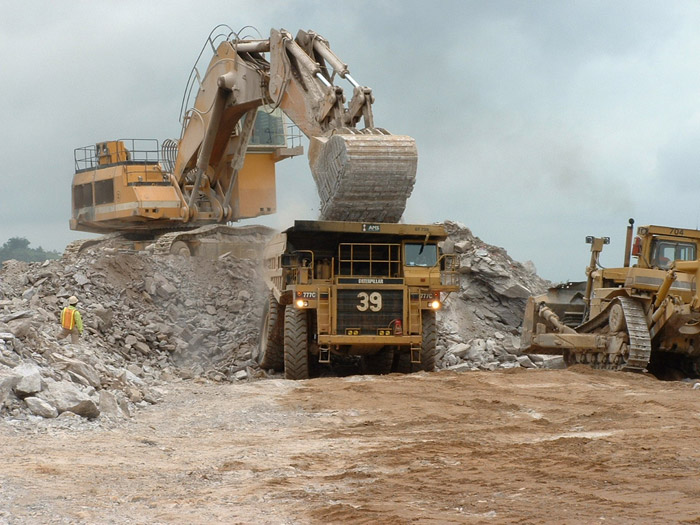
In Tarkwa wird im konventionellen Truck-Shovel-Betrieb abgebaut.

## Förderung
Das Gold wurde 2020 in vier Tagebauen abgebaut. Die erkundeten Vorräte reichen voraussichtlich bis 2034 aus.
2020 wurden 88,9 Millionen Tonnen Gestein abgebaut. Die Goldproduktion lag 2020 bei 526.000 Feinunzen Gold, die Produktionskosten betrugen 564 US-Dollar pro Unze.
| Art der Reserven         | Menge (2020)             | Goldgehalt pro Tonne | Feinunzen       |
| ------------------------ | ------------------------ | -------------------- | --------------- |
| Sichere Reserven         | 37,928 Millionen Tonnen  | 1,27 Gramm           | 1,551 Millionen |
| Wahrscheinliche Reserven | 86,905 Millionen Tonnen  | 1,23 Gramm           | 3,433 Millionen |
| Total                    | 124,833 Millionen Tonnen | 1,24 Gramm           | 4,984 Millionen |